# 가시마역 (후쿠시마현)
가시마역(일본어: 鹿島駅)은 일본 후쿠시마현 미나미소마시 가시마 구에 있는 동일본 여객철도의 철도역이다.

## 역 구조
2면 2선 구조의 지상역이다. 승강장과 역사는 과선교로 이어져 있다.

### 승강장
| 1 | ■ 조반선 | 하라노마치 · 오다카 방면 |
| 2 | ■ 조반선 | 닛타키 · 소마 방면       |

## 역세권 정보
- 미나미소마 시청 가시마 구청(옛 가시마 정청)
- 국도 제6호선

## 역사
- 1898년 4월 3일: 영업 개시.
- 1906년 11월 1일: 국유화.
- 1987년 4월 1일: 민영화에 따라 동일본 여객철도의 소속이 되었다.
- 2009년 3월 14일: Suica 도입.
- 2011년 3월 11일: 동일본 대지진으로 영업이 중단되었다.
- 2011년 12월 21일: 하라노마치 ~ 소마 구간이 운행 재개.

## 인접역
| 동일본 여객철도 조반선 | 동일본 여객철도 조반선 | 동일본 여객철도 조반선 |
| ---------------------- | ---------------------- | ---------------------- |
| 하라노마치 오다카 방면 | ■ 보통                 | 닛타키 소마 방면       |